# Agencia de Desarrollo Regional
Una Agencia de Desarrollo Regional (en inglés:  Regional Development Agency o, en sus siglas, RDA) es una entidad pública establecida con el propósito del desarrollo, principalmente económico, de las regiones de Inglaterra. Existe una agencia por región. En Gales, el Departamento de Economía y Transporte de la Asamblea de Gobierno Galés lleva a cabo actividades similares; en Irlanda del Norte, el Departamento de Empresas, Comercio e Inversión constituye la entidad equivalente, mientras que el Escocia, la Empresa Escocesa se encarga de estos asuntos.
La definición de una Agencia de Desarrollo Regional, ADR en sus siglas en castellano o RDA en sus siglas en inglés, es una definición genérica y no solo aplicable al caso de Inglaterra o Gales. En España, existen numerosas agencias de desarrollo regional promovidas normalmente desde las Administraciones Públicas de las diferentes comunidades autónomas. Sirva de ejemplo el caso de la Sociedad para la Promoción y Reconversión Industrial (SPRI), promovida por el Gobierno de la comunidad autónoma del País Vasco o la Agencia de Desarrollo Económico de la comunidad autónoma de La Rioja (ADER), entre otras muchas. En el caso español, existe incluso la Asociación que aglutina a las diferentes Agencias de Desarrollo Regional.

## Páginas web de las agencias
- Advantage West Midlands
- East Midlands Development Agency
- East of England Development Agency
- London Development Agency
- One NorthEast
- Northwest Regional Development Agency
- South East England Development Agency
- South West of England Regional Development Agency
- Yorkshire Forward Archivado el 24 de septiembre de 2005 en Wayback Machine.

- Datos: Q7309207

- Basque Country Regional Development Agency - Agencia de Desarrollo Regional País Vasco Archivado el 11 de mayo de 2008 en Wayback Machine.
- Agencia de Innovación y Financiación de Castilla y León - Business Financing and Innovation Agency of the region of Castilla y León, in Spain. ADE